# Joanne Jackson
Joanne Amy Jackson (Northallerton, 12 de setembro de 1986) é uma nadadora britânica, medalhista olímpica nos Jogos de Pequim em 2008. É irmã da ex-nadadora olímpica Nicola Jackson.
Joanne nadou nas Olimpíadas de Atenas em 2004 nos 400 metros livre e 4x200 metros livres. Tornou-se campeã britânica e europeia dos 400 m livres. Disputou seu primeiro Campeonato Mundial de Natação em Barcelona, em 2003.
Nos Jogos Olímpicos de Verão de 2008, no dia 11 de agosto, ela ganhou uma medalha de bronze na prova dos 400 metros livre.
Em 16 de março de 2009 estabeleceu um novo recorde mundial nos 400 m, com um tempo de 4m00s66, batendo sua rival britânica e então medalhista de ouro olímpica Rebecca Adlington no processo. Posteriormente o recorde foi quebrado por Federica Pellegrini. Em 26 de julho ela obteve a medalha de prata nos 400 metros livre do Mundial de Roma, terminando atrás de Pellegrini, mas à frente de Adlington.